# Kybos confusa
Kybos confusa är en insektsart som först beskrevs av Delong och Davidson 1936.  Kybos confusa ingår i släktet Kybos och familjen dvärgstritar. Inga underarter finns listade i Catalogue of Life.